# God Among Insects
God Among Insects var ett svenskt death metal-band bildat i Stockholm 2004. Bandet släppte två studioalbum och bestod av medlemmar från tidigare etablerade svenska dödsmetallband.  

## Medlemmar
Senaste medlemmar
- Emperor Magus Caligula (Magnus Broberg) – sång (2004–2008) (från Dark Funeral)
- Lord K. Philipson (Kentha Philipson) – gitarr (2004–2008) (från The Project Hate MCMXCIX, Torture Division)
- Tomas Elofsson  – basgitarr (2004–2008) (från Sanctification)
- Tobias Gustafsson – trummor (2004–2008)  (från Vomitory)

Tidigare medlem
- Jörgen Sandström – sång (2003–?)

## Diskografi
Studioalbum
- World Wide Death (2004)
- Zombienomicon (2006)